# 下甑村
下甑村（しもこしきそん）は、かつて鹿児島県にあった村である。薩摩郡に属した。合併により現在は薩摩川内市の下甑地域となっている。

## 地理
甑島列島のうち下甑島に位置し、町村制施行時には下甑島の全域を村域としていたが、下甑村の中心集落であった手打と下甑村の北部に位置していた藺牟田の間は陸路では徒歩連絡すらも困難、海路も荒天時に度々不通となるなど同一の自治体を構成するには著しく不便であった。このため1916年より幾度と分村運動が行われ、その結果1949年（昭和24年）4月1日に下甑村から大字藺牟田が分立し鹿島村が成立した。

### 大字
町村制が施行された1889年時点では下甑村には手打、片野浦、瀬々野浦、青瀬、長浜、藺牟田の6つの大字が設置されていた。大字藺牟田が1949年4月1日に分立し新たに鹿島村が設置された。2004年の廃止時点では手打、片野浦、瀬々野浦、青瀬、長浜の5大字が置かれていた。これらは現在の薩摩川内市下甑町手打、下甑町片野浦、下甑町瀬々野浦、下甑町青瀬、下甑町長浜にあたる。

## 歴史
- 1889年4月1日 - 町村制施行に伴い、下甑島の全域から甑島郡下甑村が成立。
- 1897年4月1日 - 甑島郡が薩摩郡に編入[4]。薩摩郡下甑村となる。
- 1949年4月1日 - 大字藺牟田の区域が分立し鹿島村が成立する[5]。
- 1976年9月12日 - 台風17号の強風により、手打港の船溜まりに停泊していた漁船が多数沈没[6]
- 2004年10月12日 - 川内市他7町村と新設合併。甑島列島全村とともに薩摩川内市となり、自治体としては消滅した[7]。

## 行政

### 歴代村長
- 村長：町弘道（2002年（平成14年）12月24日 - 2004年（平成16年）10月11日）

「下甑村郷土誌」によれば歴代の村長は以下のとおりである。
| 代 | 氏名       | 就任日                     | 退任日                                           |
| -- | ---------- | -------------------------- | ------------------------------------------------ |
| 1  | 橋口武志   | 1889年（明治22年）4月      | 1909年（明治42年）4月                            |
| 2  | 鳥居形太郎 | 1909年（明治42年）7月1日   | 1916年（大正5年）2月25日                         |
| 3  | 鬼丸壮次郎 | 1916年（大正5年）4月13日   | 1919年（大正8年）3月2日                          |
| 4  | 東雲堅吉   | 1919年（大正8年）12月16日  | 1923年（大正12年）4月2日                         |
| 5  | 早川千代吉 | 1923年（大正12年）6月17日  | 1923年（大正12年）11月19日                       |
| 6  | 江夏實男   | 1923年（大正12年）12月5日  | 1939年（昭和14年）12月3日                        |
| 7  | 橋口義夫   | 1939年（昭和14年）12月4日  | 1946年（昭和21年）12月4日                        |
| 8  | 鳥居範基   | 1947年（昭和22年）4月16日  | 1948年（昭和23年）9月2日                         |
| 9  | 中村太衞二 | 1948年（昭和23年）11月1日  | 1952年（昭和27年）3月14日                        |
| 10 | 町弘志     | 1952年（昭和27年）4月25日  | 1956年（昭和31年）4月24日                        |
| 11 | 橋口義夫   | 1956年（昭和31年）4月25日  | 1958年（昭和33年）7月31日                        |
| 12 | 山下清治   | 1958年（昭和33年）9月5日   | 1970年（昭和45年）9月4日                         |
| 13 | 橋口慶可   | 1970年（昭和45年）9月5日   | 1974年（昭和49年）9月4日                         |
| 14 | 東一愛     | 1974年（昭和49年）9月5日   | 1986年（昭和61年）9月4日                         |
| 15 | 中川一政   | 1986年（昭和61年）9月5日   | 1992年（平成4年）3月6日                          |
| 16 | 吉永和信   | 1992年（平成4年）4月19日   | 1996年（平成8年）2月20日                         |
| 17 | 小倉義富   | 1996年（平成8年）3月31日   | 2002年（平成14年）11月14日                       |
| 18 | 町弘道     | 2002年（平成14年）12月24日 | 2004年（平成16年）10月11日（新設合併により失職） |

### 行政組織
2000年（平成12年）現在、下甑村役場に置かれていた課は以下のとおりである。1952年（昭和27年）から1986年（昭和61年）までは青瀬に大字青瀬、大字長浜、大字瀬々野浦（瀬々野浦区、内川内区）を管轄する出先機関として「青瀬支所」が設置されていた。
- 総務課
- 民政課
- 環境整備課
- 経済課
- 建設課
- 税務課
- 企業課（下甑村営バスの事務処理）

## 教育

### 中学校
- 下甑村立海星中学校
- 下甑村立海陽中学校

### 小学校
- 下甑村立手打小学校
- 下甑村立子岳小学校
- 下甑村立長浜小学校
- 下甑村立青瀬小学校
- 下甑村立西山小学校

## 交通

### 港湾
- 手打港
- 長浜港

### 道路
県道
- 鹿児島県道349号手打藺牟田港線
- 鹿児島県道350号長浜手打港線

## 下甑村を舞台とした作品

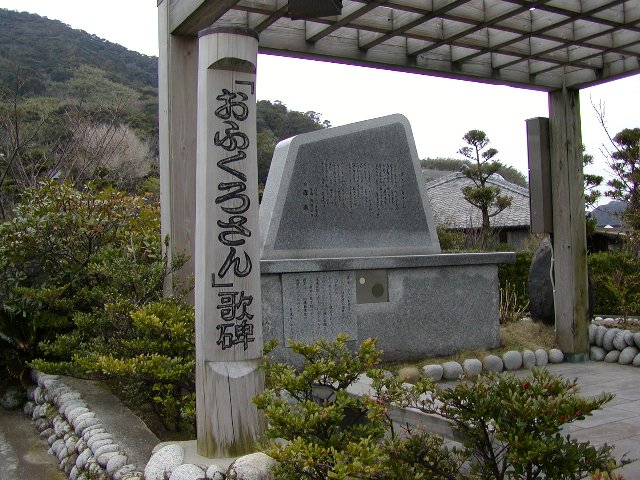
「おふくろさん」の歌碑

- 『Dr.コトー診療所』 - 山田貴敏の漫画作品で舞台のモデルは下甑村の村立手打診療所である。同作品のテレビドラマ化の際にも、取材協力をしている。
- 森進一の実母の故郷で、ヒット曲「おふくろさん」の碑がある。